# Landkreis Herrschaft Schmalkalden

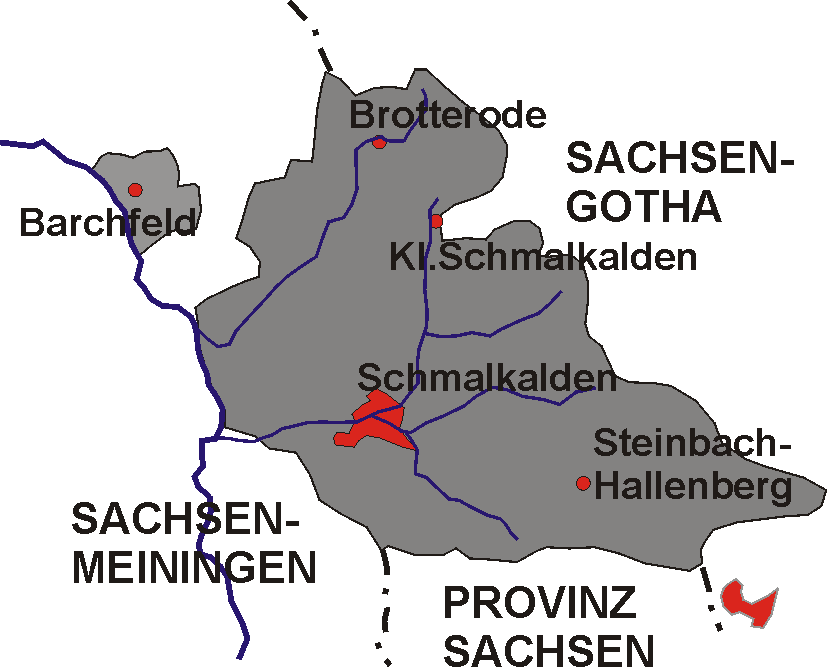
Herrschaft Schmalkalden 1866–1945

Der Landkreis Schmalkalden, ursprünglich Kreis Schmalkalden, dann von 1907 bis 1946 Kreis Herrschaft Schmalkalden, war von 1821 bis 1950 ein Landkreis in Südthüringen.
Zur Hälfte schon seit 1360, vollständig seit 1583, gehörte die Herrschaft Schmalkalden zur Landgrafschaft Hessen bzw. Hessen-Kassel. Ab 1868, nachdem Hessen-Kassel 1866 von Preußen annektiert worden war, war das Gebiet Teil der preußischen Provinz Hessen-Nassau. Es bestand als Landkreis noch bis 1950 in der SBZ bzw. DDR. Der Kreis hatte eine Fläche von 279,6 km² und im Jahr 1939 52.000 Einwohner. Sitz der Kreisverwaltung war Schmalkalden.
In Barchfeld war der Stammsitz der Landgrafen von Hessen-Philippsthal-Barchfeld, einer Nebenlinie der hessischen Landesfürsten; das Schloss Wilhelmsburg in Schmalkalden nutzte die regierende Linie selbst.

## Verwaltungsgeschichte
Die Herrschaft Schmalkalden gehörte von 1360 bis 1583 zur Hälfte zur Landgrafschaft Hessen (seit 1567 zur Landgrafschaft Hessen-Kassel) und zur Grafschaft Henneberg-Schleusingen. Nach dem Aussterben der Grafen von Henneberg gehörte die Herrschaft Schmalkalden von 1583 bis 1866 vollständig zur Landgrafschaft Hessen-Kassel bzw. ab 1803 zum Kurfürstentum Hessen. 1821 wurden Verwaltung und Rechtsprechung getrennt. Für die Verwaltung wurde aus den bisherigen Ämtern Schmalkalden, Hallenberg, Herrenbreitungen und Brotterode der Kreis Schmalkalden gebildet. Für die Rechtsprechung wurden als Gerichte erster Instanz vier Justizämter eingerichtet (Schmalkalden, Brotterode, Herrenbreitungen und Steinbach).
Mit dem „Gesetz, die Bildung neuer Verwaltungsbezirke und die Einführung von Bezirksräten betreffend“ vom 31. Oktober 1848 und der entsprechende Verordnung vom 22. Dezember 1848, die zum 1. Februar 1849 wirksam wurden, wurden die bisherigen vier Provinzen aufgelöst und statt ihrer neun Bezirke eingerichtet. Aus der bisherigen Provinz Fulda wurden zwei Bezirke, darunter der Bezirk Schmalkalden gebildet. Diese Änderung war eine Folge der Märzrevolution. In Schmalkalden änderte sich nichts: Der neue Bezirk war mit dem alten Kreis deckungsgleich. An der Spitze des Bezirks stand ein Bezirksdirektor. Dies war 1848–1851 Friedrich Fondy. Die neue Verwaltungsstruktur wurde bereits nach kurzer Zeit aufgelöst, nachdem sich die Reaktion durchgesetzt hatte. Mit der Verordnung und dem „provisorischen“ „Gesetz, die Umbildung der inneren Landesverwaltung und die Vollziehungsgewalt der Verwaltungsbehörden sowie der Bezirksräte betreffend“, vom 7. Juli 1851 wurde die alte Ordnung wiederhergestellt.
In der Folge des Deutschen Krieges 1866 annektierte Preußen das Kurfürstentum Hessen und wandelte dieses, zusammen mit dem Herzogtum Nassau, am 7. Dezember 1868 in die Provinz Hessen-Nassau um. Hierbei wurde der Kreis Schmalkalden dem Regierungsbezirk Kassel zugeordnet. Ab dem 23. Mai 1907 trug der Kreis die Bezeichnung Herrschaft Schmalkalden.
Mit der Auflösung der Provinz Hessen-Nassau durch die NS-Regierung am 1. Juli 1944 wurde der Kreis in den Regierungsbezirk Erfurt eingegliedert, der bisher zur Provinz Sachsen gehört hatte. Ebenfalls zum 1. Juli 1944 wurde aber auch diese Provinz aufgegliedert und der Regierungsbezirk Erfurt der Verwaltung des Reichsstatthalters für Thüringen in Weimar unterstellt. Im Frühjahr 1945 wurde das Kreisgebiet kurze Zeit von der US-Armee besetzt. Der Kreis kam mit dem Regierungsbezirk Erfurt bei der Auflösung des Staates Preußen zum neu gebildeten Land Thüringen der SBZ bzw. DDR. 
Am 1. Juli 1945 gab der Kreis die Gemeinde Barchfeld an den Landkreis Meiningen ab. Am 1. Oktober 1945 wurde die thüringische Gemeinde Kleinschmalkalden aus dem Landkreis Gotha in den Kreis eingegliedert und mit der gleichnamigen Gemeinde des Kreises zur Gemeinde Pappenheim zusammengeschlossen. Per Gesetz wurde der Kreis am 30. Januar 1946 in Landkreis Schmalkalden umbenannt.
Der Landkreis Schmalkalden wurde am 1. Juli 1950 aufgelöst und aufgeteilt:
- Die Stadt Brotterode sowie die Gemeinden Elmenthal, Fambach, Herges-Auwallenburg, Herrenbreitungen, Heßles, Hohleborn, Pappenheim, Laudenbach, Trusen und Wahles kamen zum Landkreis Meiningen.
- Das gesamte übrige Kreisgebiet kam zum Landkreis Suhl.

Zwei Jahre später, am 25. Juli 1952, entstand ein neuer Kreis Schmalkalden mit ähnlichem Zuschnitt wie vor 1950 – erweitert bis Roßdorf und Schwallungen.

## Einwohnerentwicklung
| Jahr | Einwohner | Quelle |
| ---- | --------- | ------ |
| 1871 | 28.613    | [ 9 ]  |
| 1890 | 33.268    | [ 10 ] |
| 1900 | 37.720    | [ 10 ] |
| 1910 | 44.561    | [ 10 ] |
| 1925 | 48.694    | [ 10 ] |
| 1933 | 50.816    | [ 10 ] |
| 1939 | 51.666    | [ 10 ] |
| 1946 | 58.326    | [ 11 ] |

## Landräte
- 1868–1880 Maximilian Senfft von Pilsach (1828–1903)
- 1880–1882 Ernst von Lengerke (1836–1882)
- 1882–1891 Max Friedrich Martin Georg Fliedner
- 1891–1919 Andreas Eduard Friedrich Heinrich Hagen
- 1919–1926 Emil Schubert
- 1926–1931 Friedrich von Basse
- 1931–1932 Althaus (kommissarisch)
- 1932–9999 Walter Kolb
- 1932–1937 Ludwig Hamann
- 1937–1945 Otto Recknagel (* 1897)

## Liste der Gemeinden
| Gemeinden (Stand 1935)              | heutige Gemeinden    |
| ----------------------------------- | -------------------- |
| Altersbach                          | Steinbach-Hallenberg |
| Asbach                              | Schmalkalden         |
| Aue                                 | Schmalkalden         |
| Auwallenburg                        | Brotterode-Trusetal  |
| Barchfeld                           | Barchfeld-Immelborn  |
| Bermbach                            | Steinbach-Hallenberg |
| Breitenbach                         | Schmalkalden         |
| Brotterode                          | Brotterode-Trusetal  |
| Elmenthal                           | Brotterode-Trusetal  |
| Fambach                             | Fambach              |
| Floh                                | Floh-Seligenthal     |
| Grumbach                            | Schmalkalden         |
| Haindorf                            | Schmalkalden         |
| Helmershof                          | Floh-Seligenthal     |
| Herges-Hallenberg                   | Steinbach-Hallenberg |
| Herges-Vogtei                       | Brotterode-Trusetal  |
| Herrenbreitungen                    | Breitungen/Werra     |
| Heßles                              | Fambach              |
| Hohleborn                           | Floh-Seligenthal     |
| Kleinschmalkalden (Hessischer Teil) | Floh-Seligenthal     |
| Laudenbach                          | Brotterode-Trusetal  |
| Mittelschmalkalden                  | Schmalkalden         |
| Mittelstille                        | Schmalkalden         |
| Näherstille                         | Schmalkalden         |
| Oberschönau                         | Steinbach-Hallenberg |
| Reichenbach                         | Schmalkalden         |
| Rotterode                           | Steinbach-Hallenberg |
| Schmalkalden                        | Schmalkalden         |
| Schnellbach                         | Floh-Seligenthal     |
| Seligenthal                         | Floh-Seligenthal     |
| Springstille                        | Schmalkalden         |
| Steinbach-Hallenberg                | Steinbach-Hallenberg |
| Struth                              | Floh-Seligenthal     |
| Trusen                              | Brotterode-Trusetal  |
| Unterschönau                        | Steinbach-Hallenberg |
| Volkers                             | Schmalkalden         |
| Wahles                              | Brotterode-Trusetal  |
| Weidebrunn                          | Schmalkalden         |

Am 1. Oktober 1936 schlossen sich Struth und Helmershof zur Gemeinde Struth-Helmershof zusammen. Am 1. April 1937 fusionierten Auwallenburg und Herges-Vogtei zur Gemeinde Herges-Auwallenburg.

## Kommunalverfassung
Der Kreis Herrschaft Schmalkalden gliederte sich in die Stadt Schmalkalden, sowie in 37, seit 1937 noch 35 (Land-)Gemeinden. Mit Einführung des preußischen Gemeindeverfassungsgesetzes vom 15. Dezember 1933 sowie der Deutschen Gemeindeordnung vom 30. Januar 1935 wurde zum 1. April 1935 das Führerprinzip auf Gemeindeebene durchgesetzt. 1936 erhielten auch die Gemeinden Brotterode und Steinbach-Hallenberg das Stadtrecht. Eine neue Kreisverfassung wurde nicht mehr geschaffen; es galt weiterhin die Kreisordnung für die Provinz Hessen-Nassau vom 7. Juni 1885.

## Besonderheiten
Noch heute gehört in der Evangelischen Kirche das Gebiet des ehemaligen Landkreises zur Evangelischen Kirche von Kurhessen-Waldeck und nicht zur Evangelischen Kirche in Mitteldeutschland.